# Diode Shockley
Diode Shockley là một loại diode bán dẫn bốn lớp, là một trong những thiết bị bán dẫn đầu tiên được phát minh. Đó là một diode "pnpn". Nó tương đương với một thyristor ngắt bỏ cực khiển.
Diode được đặt theo tên của nhà vật lý William Shockley. Diode Shockley được Phòng thí nghiệm bán dẫn Shockley sản xuất và đưa ra thị trường vào cuối những năm 1950.

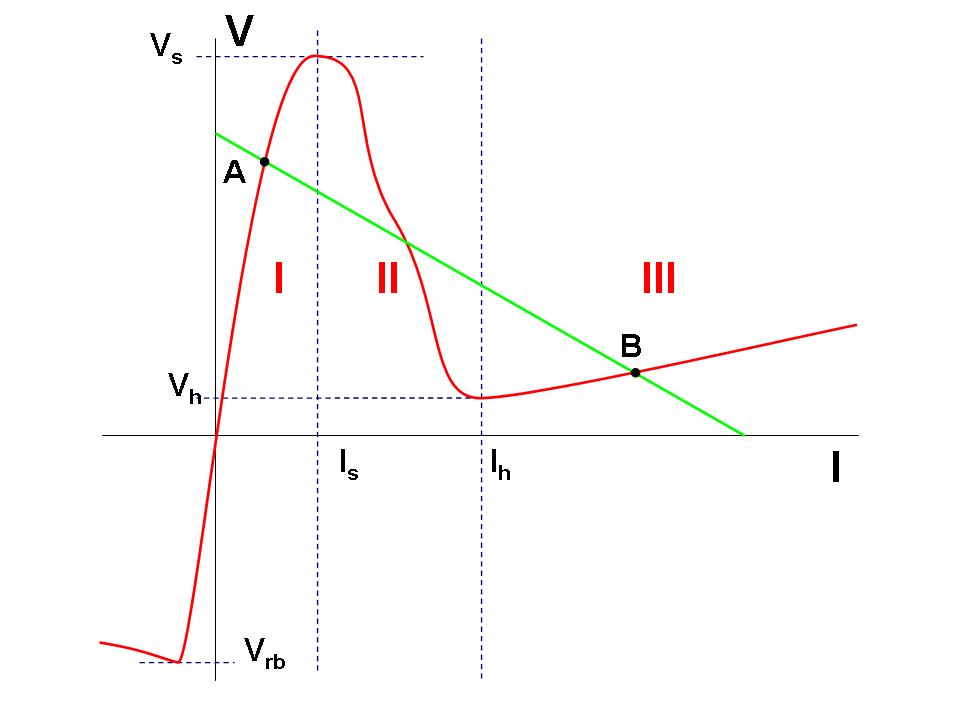
V–I diagram

## Hoạt động
| Tham số                      | Dải hoạt động     | Điển hình       |
| Hoạt động thuận              | Hoạt động thuận   | Hoạt động thuận |
| ---------------------------- | ----------------- | --------------- |
| Điện áp đổi mạch Vs          | 10 V đến 250 V    | 50 V ± 4 V      |
| Điện áp giữ Vh               | 0.5 V đến 2 V     | 0.8 V           |
| Dòng đổi mạch Is             | vài µA đến vài mA | 120 µA          |
| Dòng giữ IH                  | 1 đến 50 mA       | 14 đến 45 mA    |
| Hoạt động ngược              |                   |                 |
| Dòng ngược IR                |                   | 15 µA           |
| Điện áp ngược đánh thủng Vrb | 10 V đến 250 V    | 60 V            |

## Ứng dụng
Diode Shockley được sư dụng trong các mạch:
- Công tắc kích hoạt cho thyristor (SCR);
- Dao động thăng giáng (Relaxation) / dao động răng cưa
- Bộ khuếch đại âm thanh.[4][5]

## Dynistor
Diode Shockley tín hiệu nhỏ không còn được sản xuất, nhưng Diode đánh thủng thyristor đơn hướng, còn được gọi là dynistor, là linh kiện công suất tương đương về chức năng. Một đăng tải ban đầu về các dynistor đã được xuất bản vào năm 1958. Năm 1988, dynistor bắt đầu được chế bằng carbide silic.
Dynistor có thể được sử dụng làm công tắc trong các máy phát xung công suất cao ở dải micro và nano giây.